# محرده
محردة (به عربی: محردة) یک منطقهٔ مسکونی در سوریه است که در شهرستان محرده واقع شده‌است.

## خصوصیات
محردة ۲۸۰ متر بالاتر از سطح دریا واقع شده‌است.